# Beijum
Beijum is een wijk in het noorden van de stad Groningen. De straatnamen hebben betrekking op heerden. Beijum werd gebouwd in de jaren zeventig en tachtig van de 20e eeuw. De eerste bewoners van de nieuwe wijk betrokken hun nieuwbouwwoning in 1978.

## Geografie
De wijk is verdeeld over de buurten Beijum-Oost en Beijum-West met 8 subbuurten:
- Beijum-Oost:
  - Scheltema (noord)
  - Clarema (midden)
  - Wibena (zuid)
- Beijum-West:
  - Hiddema (noord)
  - Bunnema (midden)
  - Stoepema (west)
  - Fossema (zuidwest)
  - Isebrandt (zuidoost)
  - Frama (zuidwest)
  - Grevinga (west)

## Geschiedenis

### Gehucht
Beijum is een van de eerst bewoonde gebieden van de provincie Groningen. Al in de periode van 250 voor tot 150 na Chr. was er sprake van bewoning op de wierde Beiahêm. Deze was gelegen aan zee (het brede estuarium van de Hunze) en werd in de 3e eeuw overspoeld. De verhoging van het landschap, waar de wierde gelegen moet hebben, is nog te zien bij het huidige gezondheidscentrum.
In de 11e eeuw werd begonnen met de afgraving van het veengebied en ontstond weer een dorp Beijum. Waarschijnlijk in de 12e of 13e eeuw werd een parochie met bijbehorende kerk gesticht in Beijum, waarvan de collatie rond 1460 in handen kwam van het Geertruidsgasthuis, waarna in 1475 de parochie werd opgeheven (de grond werd eigendom van het gasthuis) en de kerk werd gereduceerd tot een kapel. Waarschijnlijk is de kerk kort voor 1631 afgebroken. De locatie is onzeker, maar werd lange tijd vermoed ten zuidoosten van Beijumerweg 19. Bij een booronderzoek in 2008 werden hier echter geen resten aangetroffen. De locatie werd daarop in 2012 van de monumentenlijst gehaald.
Ten noorden van de nederzetting stond de gelijknamige borg Beyum (afgebroken in 1736). Het schathuis bleef staan en kan nog herkend worden in het pand Beijumerweg 15. Het kerkhof, behorende bij de ook afgebroken Middeleeuwse kapel in Beijum, bevindt zich nog op het terrein rond de boerderij in het midden van de wijk, waar een dierenweide met speeltuin en theeschenkerij gevestigd is. Rond 1900 werd het gehucht Beijnum genoemd.

### Plannen voor de wijk
De eerste plannen voor de wijk dateren uit de jaren 1960 toen in het Structuurplan 1969 gesproken werd over een nieuw stadsdeel Noorddijk met naast Beijum ook de wijken Oosterhoogebrug, Lewenborg, Oosterhuizen en De Rollen. Het gehucht lag tot dan in de gemeente Bedum en kwam vanwege de nieuwe plannen in 1969 (tegelijk met de gehele gemeente Noorddijk) bij de stad Groningen. De grote waterpartij die door de wijk loopt, met de naam Zuidwending of Noorddijkstermaar, is de verbrede grenswatergang.
Voor Beijum werden ruim 4000 woningen gepland voor ongeveer 13.000 inwoners. In 1972 werd een eerste visie voor de wijk gepresenteerd, waarin de start van de bouw werd gepland voor 1974. Als belangrijkste ontsluitingswegen werden de nieuw aan te leggen Oostelijke Ringweg en het Oosterhamriktracé (waarvoor het Oosterhamrikkanaal zou moeten worden gedempt) voorzien. Rondom de wijk moest een groene gordel komen. De oliecrisis leidde er echter toe dat het plan voor het nieuwe stadsdeel sterk versoberd werd uitgevoerd en de bouw over een langere periode werd uitgespreid. De bouw van Beijum werd uiteindelijk gestart in 1977, maar het Oosterhamriktracé en de Oostelijke Ringweg werden pas geopend in 1986. Dit kwam doordat de kantoren van de door de gemeente zo gewenste PTT naar het noorden uiteindelijk niet bij Ulgersmaborg, maar enkel bij het Hoofdstation Groningen werden gerealiseerd. Daardoor werden deze wegen van minder belang geacht en daardoor vertraagd uitgevoerd. De wijk heeft vanaf de N46 een zuidelijke aansluiting op de Emingaheerd en een noordelijke aansluiting op de Amkemaheerd. In het noorden van de wijk sluit de Beijumerweg aan op het Boterdiep oostzijde. Ook werden de bij de Oostelijke Ringweg geplande ongelijkvloerse kruispunten uit kostenaspect toch gelijkvloers aangelegd, wat later tot veel verkeerscongestie zou leiden en pas in de jaren 2010 werd rechtgezet. De groene gordel rond Beijum werd tijdens de bouwwoede in de jaren 1980 volgebouwd met de wijken De Hunze en Van Starkenborgh. De weilanden tussen Beijum en Lewenborg werden echter later omgezet naar het recreatiegebied Kardinge.
Bij de bouw van de wijk werd geleerd van de fouten die werden gemaakt bij de bouw van Lewenborg een paar jaar eerder, waar de gemeente te veel eentonige flats en seriematige bouw had toegepast. Daardoor lieten de meer kapitaalkrachtige inwoners (de gewenste doelgroep) het af weten. Dit werd in 1973 breed uitgemeten in de pers. De gemeentelijke stedenbouwkundigen werd blauwdrukplanning verweten. Hun houding van 'voed de bewoners dan ook op' hielp daarin niet mee. De nieuwe wethouder Max van den Berg besloot daarop het heft in eigen hand te nemen. Hij beperkte de invloed van de dienst Stadsontwikkeling en Volkshuisvesting (tegenwoordig RO/EZ). Van den Berg besloot tot een poldermodel avant la lettre, waarbij toekomstige bewoners en maatschappelijke organisaties, samen met de bouwers, een open planproces aan zouden gaan in het daartoe geformeerde 'Bouwteam Beijum'. In werkelijkheid was dit proces echter minder 'open' dan hij deed voorkomen, doordat de vertegenwoordigers van de verschillende organisaties al van tevoren waren opgenomen in het planningsproces, om te voorkomen dat nieuwe organisaties of individuen het proces later konden doorkruisen. Van den Berg drukte ook door dat de Oostelijke Ringweg dichter naar het stadscentrum werd gelegd.

### Bouw van de wijk
Het planningsproces leidde tot een typische woonerfwijk met geborgenheid en veel groen, maar zonder hoogbouw van enige omvang (maximaal 3 etages). Het vele groen was mede een uitvloeisel van het feit dat oorspronkelijk in de plannen rekening gehouden was met de hervestiging van een paar duizend PTT'ers vanuit Den Haag, die in de wijk landelijk moesten kunnen gaan wonen. Bij de inrichting werden bestaande waterlopen (met name de Noorddijkstermaar of Zuidwending in het wijkpark Beijum) waar mogelijk gehandhaafd en versterkt. Een ringsloot moet sindsdien het water uit de polder Beijum (waar de wijk inligt) via het gemaal Beijum afvoeren naar het Boterdiep.
De wijk werd opgedeeld in 13 subwijkjes, die elk door een eigen architect werden ontworpen en elk uit 4 buurtjes bestaan. Deze werden ingericht volgens het principe van de bloemkoolwijk: wijken met kronkelige straten met maar 1 toegangsweg voor auto's (wel meerdere toegangen voor fietsers en voetgangers) en onduidelijke overgangen tussen de openbare ruimte en de tuinen van bewoners. Om de nodige variatie te verkrijgen werden rechte lijnen zoveel mogelijk geweerd door de kronkelige wegenstructuur en door dak- en rooilijnen te laten verspringen. Deze opzet leidde niet tot alleen maar lovende reacties. Hoogleraar Ed Taverne sprak in 1995 van "Dat godvergeten labyrint van huisjes en dingen." Om het door bewoners (in eerder gerealiseerde wijken) verafschuwde 'koude' beton buiten het zicht te houden werd dit in Beijum overal achter 'warme' bakstenen muren verborgen. Ook de straten werden uitgevoerd met klinkers; alleen de wijkring werd voorzien van asfalt. Deze toepassing van traditionele bouwmaterialen, klinkers en veel groen moesten Beijum het aanzien geven van een plattelandsdorp. Deelplan Fossemaheerd is de buurt waarin deze oorspronkelijke wijkgedachte het best terug te zien is.
In 1978, 1 jaar na de start van de bouw, trad echter Ypke Gietema aan als nieuwe wethouder. Hij moest niks hebben van de onder Van der Berg ingezette 'plattelandstijl', maar pleitte juist voor meer stedelijk bouwen, hetgeen ook goedkoper was. Onder zijn leiding werden de Wibenaheerd en Froukemaheerd aangelegd, met overzichtelijkere rechte straten en duidelijkere (erf)scheidingen tussen openbare ruimte en privéruimte, om zo een meer heldere structuur te genereren. Initieel zou de verhouding van de wijk voor 2/3e bestaan uit huurwoningen en 1/3e uit koopwoningen. Omdat er meer vraag was ontstaan naar koopwoningen werden in de tweede bouwfase van de wijk meer van dit soort woningen gerealiseerd. De eerste bewoners kwamen met name uit het noordelijke deel van de stad Groningen.
De grond van Beijum bleek zwakker dan gedacht. De daarmee gepaard gaande extra heikosten leidden tot hogere bouwkosten en daarmee tot hogere woningprijzen. Om kosten te besparen liet de gemeente - in weerwil van de oorspronkelijke opzet - de bebouwing verdichten en ook werden er meer bouwlagen toegestaan. In 1978 stortte echter tevens de Nederlandse huizenmarkt in. Vijf jaar van woningprijsdalingen volgden en leidden ertoe dat veel koopwoningen nauwelijks meer verkocht konden worden. De woningcorporaties, die hier voor het eerst eveneens waren begonnen met de verkoop van koopwoningen, werden gedwongen om op grote schaal reeds gerealiseerde koopwoningen om te zetten naar huurwoningen. Hierbij kwam dat de jaarlijkse huursubsidie in Beijum 700 gulden hoger lag dan in de rest van de stad. Het resultaat was dat, net als in Lewenborg, de zo gewenste koopkrachtige bewoners het lieten afweten en vooral studenten en mensen in de bijstand naar de wijk kwamen. Veel koopwoningen die tijdens de woningcrisis leeg bleven staan werden gekraakt. In de pers verschenen berichten over junks en dealers. De wijk kreeg hierdoor een negatief imago.
De bouw ging minder snel dan verwacht. De bodem waarop de wijk werd gebouwd bestond hoofdzakelijk uit klei, mede omdat besloten was om geen zand op te spuiten om de nieuwe wijk zo beter in te passen in het omringende landschap. Deze klei en het bouwverkeer, dat deze klei onbedoeld over de wegen verspreidde, zorgden in de eerste jaren voor veel ongemak voor de nieuwe bewoners, die al snel spottend spraken van 'Kleium'. De realisatie van winkels liet ook op zich wachten. In 1980 werd een noodwinkelcentrum geopend tussen de Framaheerd en de Sibrandaheerd. In 1982 werd het eerste winkelcentrum geopend in Beijum-West. De organisatie van het verkeer was in de beginjaren een puinhoop. Zo was de Korrebrug, die onderdeel vormde van de belangrijkste verbindingsweg, in eerste instantie 's nachts afgesloten, waardoor auto's, maar ook fietsers en voetgangers, 's nachts een grote omweg moesten maken. Pas twee jaar na de eerste woning werd deze in 1980 ook 's nachts opengesteld. Verder ontbraken bewegwijzeringsborden, soms ontbraken goede wegmarkeringen en straatverlichting. De woningen bleken soms slecht afgewerkt, waarbij bewoners onder andere klaagden over lekkages, slechte isolatie, kieren, scheuren en vocht onder de vloer, met gevolg dat er harder moest worden gestookt.
Pas in latere jaren kwamen de gewenste 'beter gesitueerde' 'kinderrijke gezinnen' wel naar de wijk. Een tijdlang stond de wijk zelfs te boek als de meest kinderrijke wijk van Nederland. Veel huurwoningen werden toen alsnog omgezet naar koopwoningen. Bij de inrichting kregen bewoners veel invloed. In overleg en redelijkheid konden speelvoorzieningen, bestrating en beplanting zelf worden aangedragen voor realisatie door de gemeente.

## Voorzieningen
De wijk heeft twee winkelcentra.
- Het sinds 2007 overdekte Winkelcentrum Beijum ligt aan de Stoepemaheerd bij bushalte Winkelcentrum West in het westen van de wijk. Hierin zijn twee supermarkten en enkele kleine winkels gevestigd.
- In Beijum-Oost bevinden zich aan de Claremaheerd bij bushalte Winkelcentrum Oost enkele winkels. In 2007 is ook dit winkelcentrum gerenoveerd. Hier is een bibliotheek en een supermarkt.

Aan de Beijumerweg 20 werd in 1982 de ecologische stadsboerderij Wiershoeck geopend. In 1996 volgde bezoekerscentrum Natuur en Milieu aan de Beijumerweg 19, dat echter afbrandde in 2002, waarna multifunctioneel centrum Boerderijum werd gebouwd.

## Trivia
Beijum wordt genoemd in het nummer "Lil Craney' van de rapper Kraantje Pappie.

## Foto

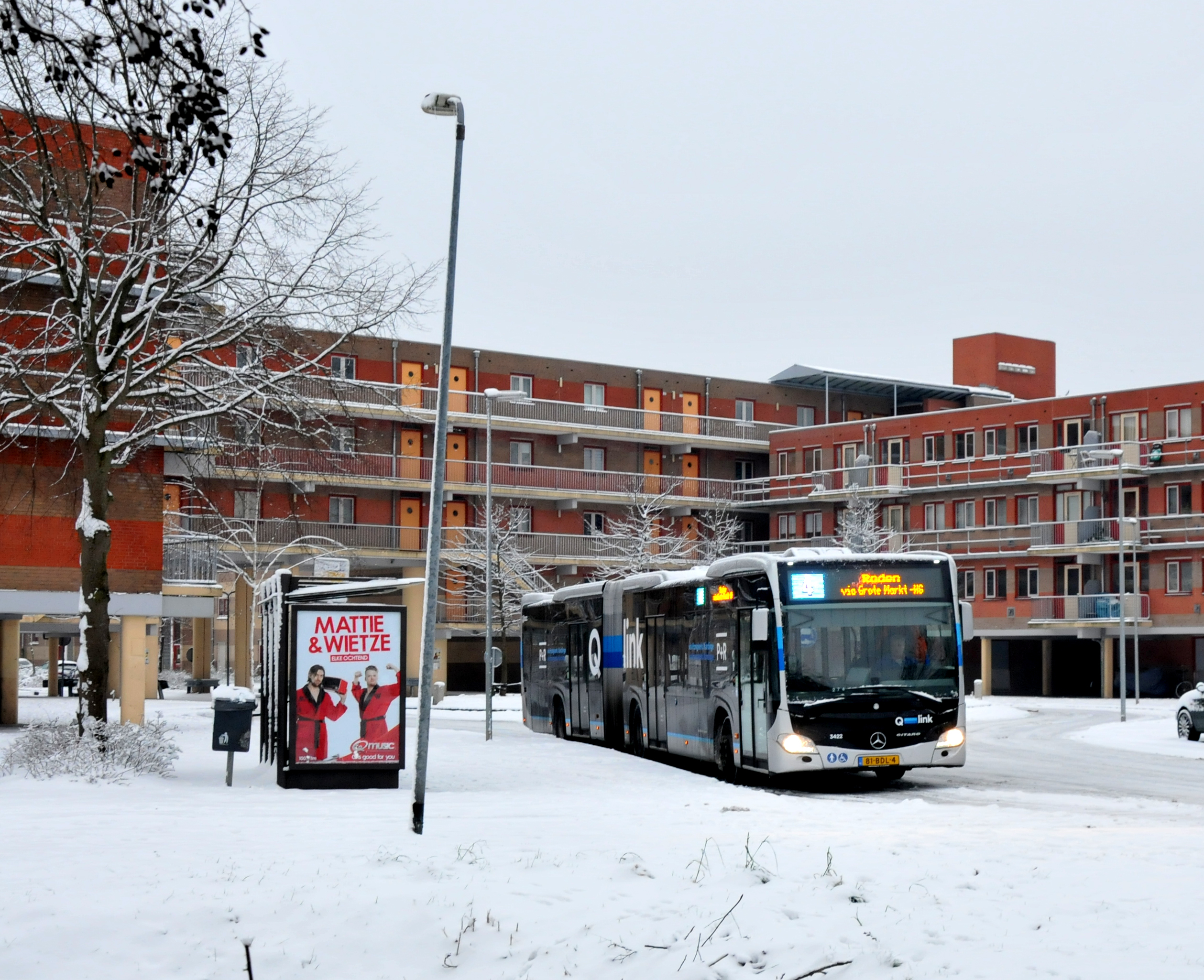
Bushale Wibenaheerd: Qbuzz bus 3422 als Qlink lijn 4 van het type Mercedes-Benz Citaro G.
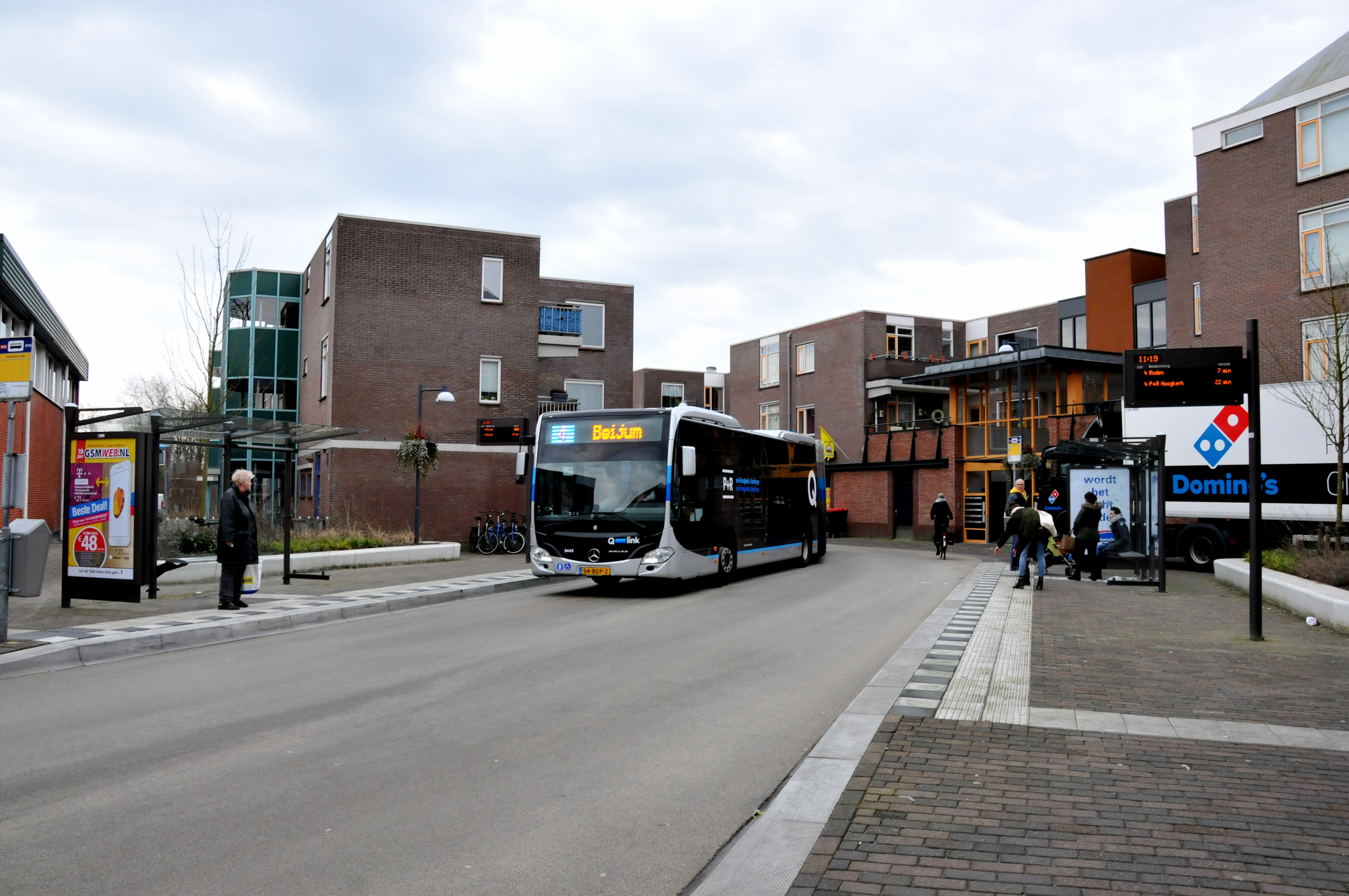
Bushalte Winkelcentrum West, perron met wielgeleidende trottoirbanden.